# دوقطبی اقیانوس هند
دوقطبی اقیانوس هند (نام علمی: Indian Ocean Dipole) پیامدی از اندرکنش‌های هوا-دریا (نام علمی: Air-sea interaction) در اقیانوس هند می‌باشد. وقتی دمای سطح آب در جنوب شرقی اقیانوس هند و در منطقه استوا سردتر از معمول بوده و متعاقباً دمای سطح آبدر غرب اقیانوس هند در استوا گرمتر باشد، فرایند همرفت گرمای آب در سراسر اقیانوس هند شرقی رخ داده و حوضه آب گرم در نواحی غربی پدید می‌آید و شدت بادهای شرقی قویتر از حالت معمول خواهد بود.
از پیامدهای این پدیده می‌توان به بارش باران سنگین در سراسر شرق آفریقا و بخش‌هایی از جنوب شرق ایران، خشکسالی شدید و آتش‌سوزی جنگلی در سراسر منطقه اندونزی و … اشاره کرد؛ بنابراین شرق آفریقا، تا حدودی شمال آفریقا و همین‌طور جنوب شرق ایران دوره ای مرطوبتر را خواهند داشت. این حالت را که قطب گرم در غرب و قطب سرد در شرق واقع می‌شوند، فاز مثبت دوقطبی اقیانوس هند می‌گویند. در فاز مثبت دوقطبی اقیانوس هند، بادها در لایه‌های پایینی جو، شرقی خواهند بود و فرارفت رطوبت به سمت غرب اقیانوس هند است. در این هنگام بارش‌ها در غرب این ناحیه شامل شرق آفریقا و بخش‌هایی از جنوب شرق ایران افزایش می‌یابد.